# Dryopteris remota
Espèce
Dryopteris remota est une espèce de fougères de la famille des Dryopteridaceae. C'est une espèce vivace originaire d'Europe jusqu"au Caucase.

## Description
Dryopteris remota est une plante présentant des frondes en touffe de 40 à 80 cm de haut, vert fonce, écailleuses sur le rachis, divisée trois fois, de forme lancéolée à étroitement triangulaire. Présence d'une tache noire au point d'insertion des pennes sur le rachis.

## Répartition et habitat
Dryopteris remota est une fougère européenne essentiellement montagnarde sur sols acides, humides et ombragés des forêts. Elle est présente surtout dans les bas-fonds marécageux proches des ruisseaux et des cascades. En France elle est assez fréquente dans les Pyrénées.

## Dénominations
Ce taxon porte en français les noms vernaculaires ou normalisés suivants : 
- Dryoptéride à divisions espacées[3],[4] ;
- Dryoptéride à pennes espacées[3],[4],[5] ;
- Dryoptéride espacée[3],[4] ;
- Dryoptéris espacé[3],[4],[5] ;
- Fougère à pennes espacées[3],[4] ;
- Fougère espacée[3],[4] ;
- Polystic à segments écartés[5].

## Systématique
Le nom correct complet (avec auteur) de ce taxon est Dryopteris remota (A.Braun ex Döll (d)) Druce.
Le basionyme de ce taxon est Aspidium rigidum remotum A.Braun ex Döll.
Dryopteris remota a pour synonymes :
- Aspidium filix-mas subsp. remotum (A.Braun ex Döll) Nyman
- Aspidium filix-mas var. remotum (A.Braun ex Döll) Jess.
- Aspidium remotum (A.Br. ex Doell.) A.Br.
- Aspidium rigidum var. remotum A.Braun
- Aspidium rigidum var. remotum A.Braun ex Döll
- Aspidium rigidum var. subalpinum Borbás
- Aspidium wierzbickii A.Braun & Luerss., 1889
- Dryopteris boydii (Stansf.) Manton
- Dryopteris kemulariae Mikheladze
- Dryopteris subalpina (Borbás) Domin
- Dryopteris ×remota (Döll) Hayek
- Lastrea dilatata var. boydii Stansfeld
- Lastrea elata Oberd. & Tavel, 1934
- Lastrea nitens Oberd. & Tavel, 1934
- Lastrea remota (Döll) T.Moore
- Nephrodium borbasio E.Walter
- Nephrodium remoti Guétrot
- Nephrodium remotum (A.Braun ex Döll) Rouy, 1913
- Nephrodium remotum (Döll) Murr
- Nephrodium spinulosum subsp. jordanii (Rouy) P.E.Fourn.
- Nephrodium spinulosum subsp. remotum (A.Braun ex Döll) G.Hensl.
- Nephrodium spinulosum subsp. remotum (Doell.) Hook.f.
- Nephrodium spinulosum (A.Braun) Baker
- Polystichum remotum (A.Braun ex Doell.) W.D.J.Koch
- Polystichum ×remotum (A.Braun) P.E.Fourn.